# Felipe Zetter
Felipe Zetter (3 de junio de 1923 - 15 de marzo de 2013) fue un futbolista y entrenador mexicano, apodado "Cuñadísimo". Durante la Copa Mundial de Fútbol de 1950 jugó sólo el partido contra Brasil, en el que la selección mexicana perdió por marcador de 0–4. Zetter jugó durante la clasificación para la Copa Mundial de Fútbol de 1950 en los partidos donde México derrotó 6–0 a Estados Unidos y 3-0 a Cuba.

## Trayectoria
Nació en 1923 y comenzó su carrera como futbolista a los 20 años de edad, que coincidió con la profesionalización de nuestro fútbol en 1943. Fue por consiguiente parte del primer equipo de Atlas que disputó un torneo profesional, aquel que inauguró la “Liga Mayor”, dirigido por José Antonio Guerrero. En años siguientes se convirtió en el líder de la zaga rojinegra, columna vertebral del primer título profesional, la Copa de 1946.
Bajo su incuestionable capitanía se consiguieron también los campeonatos de Copa de 1950, el campeón de Campeones de 1946, 1950 y, posteriormente, el logro que coronaría aquella época: el campeonato de Liga de 1951, cuando Felipe Zetter fue pieza fundamental para una temporada de ensueño en la que Atlas ganó doce juegos y empató cuatro. Un mes después también consiguió el campeón de Campeones de ese año.
Su talento nato levantó el interés del entonces seleccionador mexicano Octavio Vial, quien lo convocó a la Selección Nacional que disputó la Copa del Mundo de Brasil 1950.
Tras su retiro de las canchas fue entrenador de los Rojinegros; posteriormente visor y directivo tanto de Atlas como de la Federación Mexicana de Fútbol.

## Clubes
| Club  | País   | Año         |
| ----- | ------ | ----------- |
| Atlas | México | 1943 - 1951 |

### Participaciones en Copas del Mundo
| Mundial                        | Sede   | Resultado    |
| ------------------------------ | ------ | ------------ |
| Copa Mundial de Fútbol de 1950 | Brasil | Primera fase |